# Exochus avinus
Exochus avinus là một loài tò vò trong họ Ichneumonidae.